# 熊本県道318号北里宮原線
熊本県道318号北里宮原線（くまもとけんどう318ごう きたざとみやはらせん）は、熊本県阿蘇郡小国町を通る一般県道である。

## 概要
阿蘇郡小国町大字北里から阿蘇郡小国町大字宮原に至る。全線にわたって狭隘区間が続く。

### 路線データ
- 起点：熊本県阿蘇郡小国町大字北里（国道387号交点）
- 終点：熊本県阿蘇郡小国町大字宮原（国道212号交点）

## 地理

### 通過する自治体
- 阿蘇郡小国町

### 交差する道路
| 交差する道路 | 交差する場所 | 交差する場所 |
| ------------ | ------------ | ------------ |
| 国道387号    | 大字北里     | 起点         |
| 国道212号    | 大字宮原     | 終点         |

### 沿線
- 北里柴三郎記念館
- 奴留湯温泉